# Темрюкский морской торговый порт
Морской порт Темрюк — порт в Темрюкском заливе Азовского моря на Таманском полуострове в Краснодарском крае.
Морской порт расположен в 4-х км от города Темрюк при впадении в Азовское море реки Кубань.

## История порта
В 1792 году Темрюк был передан во владение запорожских (черноморских) казаков и стал называться Темрюкским урочищем. Впоследствии Темрюкское урочище превратилось в Темрюкскую станицу.
Позднее Александром II был издан высочайший Указ об учреждении города Темрюка. 31 марта 1860 года в Положении заседания администрации Темрюка было сказано: «На Азовском море, в пределах земли войска Черноморского у так называемого Темрюкского (Курчанского) лимана открывается порт и учреждается на месте называемым Темрюкской станицей, портовый город Темрюк».
В 1893 году «в виду развившегося судоходства» были начаты землечерпательные работы для того, чтобы обеспечить доступ больших судов. В течение трёх лет были проведены работы, которые однако не дали положительного результата. В 1902 году было возбуждено ходатайство об устройстве в Курчатовском лимане закрытого порта. В 1904 году проект был утверждён Министерством путей сообщения. На реализацию проекта было выделено 450 000 рублей. Постройка порта была начата весной 1905 года, а окончилась в 1908 году. Строители огородили земляной дамбой и дубовым шпунтом рукав Кубани от канала, соединив его с морем. Получившийся ковш имел в ширину 120 метров, глубину 5,5 метров.
К моменту окончания строительства население города составляло 15 тыс. человек. Через порт перегружалось зерно идущее транзитом с Кубанских станиц по реке за границу. Порт был ведущим предприятием города, в виду большого значения порта в нём были открыты постоянные представительства греческих компаний и французской хлеботорговой компании Луи-Дрейфуса.
Несмотря на проведённые работы, проблемы заносимости акватории до конца не были решены. Порт был вынужден тратить значительные средства на дноуглубительные работы. Для решения этой проблемы были предложены меры, реализация которых по стоимости была сопоставима со стоимостью строительства нового порта.
В последующие годы проблемы развития порта были отодвинуты из-за Первой мировой войны, Октябрьской революции, хозяйственной разрухи в стране в результате гражданской войны.
С 1935 по 1949 год морской порт Темрюк принадлежал Министерству морского флота СССР.
На основании Постановления Совета Министров № 11866-р от 30 июня 1949 года и приказов Министерства морского флота и Министерства рыбного хозяйства № 425/590 от 5/10 августа 1949 года порт был передан Министерству рыбного хозяйства.
В 1958 году порт был объединён с Темрюкским рыбзаводом и упразднён как хозяйственная единица, то есть были утрачены разрядность и статус порта.
На основании приказа № 436 от 30.09.65 года Главного управления рыбной промышленности, Государственного комитета по рыбному хозяйству было образовано управление «Азрыбтехфлот» как самостоятельная организация с размещением на территории порта Темрюк.
В процессе приватизации, после акционирования в 1994 году управления «Азрыбтехфлот» в АООТ «Азрыбтехфлот» коллектив новой компании вышел с ходатайством к администрации Темрюкского района о переименовании её в АООТ «Морской торговый порт Темрюк».
Администрацией района и Краснодарского края эта инициатива была поддержана и приказом № 58 от 24.08.1994 года по Департаменту морского транспорта РФ «Морской торговый порт Темрюк» включён в перечень морских портов РФ.
В ходе процессов разгосударствления и приватизации в России в соответствии с Постановлением Совета Министров — Правительства РФ N 1299 от 17.12.93 г. «Об организации управления морскими портами» и в соответствии с Приказом Министра транспорта РФ N 7 от 03.02.94 г. «Об учреждении морских администраций портов» на базе не подлежащего приватизации имущества в марте 1996 г. создана Морская администрация порта Темрюк (МАПТ), как единый Государственный орган управления и регулирования портовой деятельностью.

## Современная деятельность порта
Сегодня морской порт Темрюк — это развивающийся морской порт, имеющий все предпосылки для дальнейшего экономического развития. Общий грузооборот порта в 2010 году составил 2 млн.тонн.
В соответствии с Распоряжением Правительства Российской Федерации от 28 мая 1998 года № 625-р в морском порту Темрюк открыт многосторонний пункт пропуска через государственную границу Российской Федерации для международного сообщения.
Распоряжением Правительства Российской Федерации от 15 июля 2009 года № 925-р установлены границы морского порта Темрюк.
В настоящее время в порту осуществляется оказание услуг по перевалке генеральных, наливных (сжиженные углеводородные газы и химические грузы), навалочных и насыпных грузов.
С железнодорожной сетью России порт соединён через магистраль Северо-Кавказской железной дороги.
На сегодняшний день в порту Темрюк производственную деятельность, в частности по перевалке грузов, осуществляют несколько компаний, которые оказывают в том числе услуги стивидора:
- ООО «Порт Мечел-Темрюк» — дочернее предприятие компании Мечел[5];
- ООО «КГС-порт»;
- ООО «Мактрен-Нафта»;
- ООО «Газпром транссервис» — дочернее предприятие Газпрома;
- ОАО «Морской торговый порт Темрюк».

## Грузооборот по годам
- 2010: 2 млн т
- 2016: 2,9 млн т (+14,6%)